# Assassin's Creed III: Liberation
Assassin's Creed III: Liberation es un videojuego histórico de acción-aventura de mundo abierto y de sigilo desarrollado por Ubisoft Sofia y Ubisoft Milan anunciado en un principio exclusivamente para PlayStation Vita y salido a la venta el 30 de octubre de 2012, a la misma vez que Assassin's Creed III. El juego fue relanzado como Assassin's Creed: Liberation HD para PlayStation 3, Windows, Xbox 360 y Steam via Xbox Live Arcade, Playstation Network y Steam respectivamente. Estas versiones salieron a la venta el 15 de enero de 2014 en América y Europa. El 29 de marzo de 2019 salió una segunda versión remasterizada llamada Assassin's Creed Liberation Remastered junto con la versión remasterizada de Assassin's Creed 3
Fue dirigido por Julian Gollop, producido por Martin Capel y escrito por Richard Farrese y Jill Murray. La música estaba compuesta por Winifred Phillips y Winnie Waldron
Fue presentado en la E3 2012 y más tarde en la revista Game Informer.
El juego se desarrolla entre 1765 y 1777, y cuenta como protagonista a la primera mujer en la serie, Aveline de Grandpré, una asesina afro-francesa ubicada cerca del final de la Guerra Francesa e India, en el siglo XVIII en Nueva Orleans, durante la gobernación española de Luisiana.

## Banda sonora
| N.º | Título                         | Duración |  |
| 1.  | «Liberation Main Theme»        | 2:01     |  |
| 2.  | «Stealth»                      | 2:11     |  |
| 3.  | «Virtual Pursuit»              | 2:12     |  |
| 4.  | «The Docks»                    | 2:02     |  |
| 5.  | «Abstergo Ops»                 | 3:43     |  |
| 6.  | «Secrets of the Bayou»         | 2:02     |  |
| 7.  | «Poverty»                      | 2:10     |  |
| 8.  | «Aveline's Escape»             | 3:36     |  |
| 9.  | «Society Suite in 4 Movements» | 7:16     |  |
| 10. | «Ride to Oblivion»             | 2:12     |  |
| 11. | «Mayan Labyrinth»              | 2:04     |  |
| 12. | «Chasing Freedom»              | 2:19     |  |
| 13. | «The Hunt»                     | 2:13     |  |
| 14. | «Bayou Fortress»               | 2:00     |  |
| 15. | «Safe Harbor»                  | 2:07     |  |
| 16. | «Shanty Town»                  | 2:01     |  |
| 17. | «Deliverance»                  | 2:27     |  |
| 18. | «Winter in the North»          | 2:04     |  |
| 19. | «The Cathedral Grounds»        | 2:05     |  |
| 20. | «Animus»                       | 2:27     |  |
| 21. | «In the Bayou»                 | 2:23     |  |
| 22. | «Mayan Ruins»                  | 2:03     |  |
| 23. | «River of the Mayans»          | 2:35     |  |
| 24. | «Agate's Power»                | 3:26     |  |
| 25. | «In the Service of Humanity»   | 3:11     |  |
| 26. | «Virtual Reality Room»         | 3:26     |  |